# Sphinctomyrmex duchaussoyi
Sphinctomyrmex duchaussoyi är en myrart som först beskrevs av Andre 1905.  Sphinctomyrmex duchaussoyi ingår i släktet Sphinctomyrmex och familjen myror. Inga underarter finns listade i Catalogue of Life.

## Bildgalleri

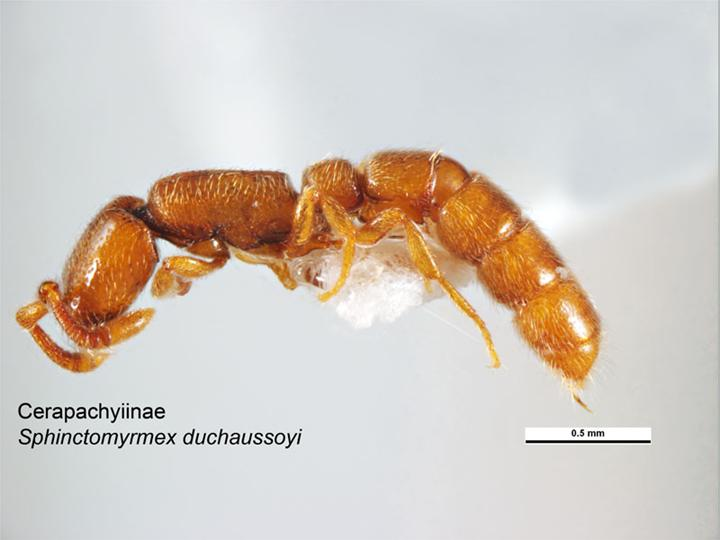